# Kassander af Makedonien
 "Cassander" omdirigeres hertil. For andre betydninger af Cassander, se Cassander (flertydig).
Kassander (født ca. 350 f.Kr., død ca. 297 f.Kr.), konge af Makedonien (305 f.Kr. – 297 f.Kr.). Kassander var ældste søn af Antipater. Første gang, man hører om ham, var ved Alexander den Stores hof i Babylon, hvor han forsvarede sin far mod beskyldninger fra faderens fjender.
Da han blev anset for at være uegnet som efterfølger for sin far som regent af Makedonien, allierede Kassander sig med general Ptolemaios og Antigonus og erklærede krig mod regenten Polyperchon. De fleste græske stater gik over på hans side, og selv Athen overgav sig. Hans alliance blev mere effektiv, da Kong Fillip Arrhidaeus af Makedoniens ambitiøse kone, Eurydike, slutte sig til den.
Både hun, hendes mand og Kassanders bror, Nikanor, blev slået ihjel af Alexander den Stores mor, Olympias. Kassander vendte sig mod Olympias, tvang hende til overgivelse ved Pydna, og dræbte hende i 316 f.Kr.. I 310 f.Kr. myrdede han også resten af Alexanders familie: hans kone Roxana og hans søn Alexander 4.. Alexanders uægte søn, Herakles, blev forgivet af Polyperchon.
Kassander havde allerede skaffet sig forbindelse med den kongelige familie ved ægteskab med Thessalonika, Alexanders halvsøster. Da han havde skabt en alliance med Seleukos 1. Nikator, Ptolemaios og Lysimachos imod Antigonos, blev han ved Antigonus' død suveræn konge af Makedonien. Han døde i 297 f.Kr.
Kassander var en mand med litterær smag, men var også voldelig og ambitiøs. Han genopbyggede Theben, som var blevet totalt ødelagt af Alexander den Store. Han ændrede navnet for byen Therma til Thessalonica, og byggede en ny by ved navn Cassandreia oven på ruinerne af Potidaea.